# Бабицкий, Борис Яковлевич
Борис Яковлевич Бабицкий (1901, Белосток — 10 марта 1938, Бутово-Коммунарка, Москва) — советский организатор кинопроизводства, директор «Мосфильма» (1934—1937).

## Биография
Родился в 1901 году в Белостоке Гродненской губернии в семье страхового агента Янкеля Берковича Бабицкого и учительницы Марии Гершовны Езерской. Член ВКП(б) с 1920 года.
По окончании гимназии учился на физико-математическом факультете Харьковского университета.
С начала 1920 года работал в редакции газеты «Коммуна» в Харькове.
В мае 1920 года добровольно вступил в Красную армию. В течение шести лет служил на политических и командных должностях.
С 1920 по 1924 год был также уполномоченным Народного комиссариата внешней торговли и Всеукраинского центрального исполнительного комитета в Харькове.
С 1925 по 1927 год был членом президиума Советской филателистической ассоциации фонда имени Ленина в Москве. С 1928 по 1929 год работал заведующим художественно-производственным отделом Госиздата.
С 1929 по 1934 год — заведующий мультипликационно-рекламным отделом, секретарь правления, заведующий производством и заместитель директора, затем директор АО «Межрабпомфильм»; одновременно являлся директором 1-й звуковой кинофабрики имени «Рот-Фронт» (1934).  В 1933 году решением комиссии партийной ячейки исключен из партии по обвинению в «сокрытии социального происхождения, бесхозяйственности, непредоставлении постановок режиссёрам-коммунистам и несоздании условий для работы иностранным режиссёрам». Дзержинская районная комиссия отменила это решение, так как ни одно из обвинений не подтвердилось. С конца 1934 года — директор кинофабрики «Мосфильм».
11 января 1937 года газета «Кино» опубликовала его статью об итогах закончившегося производственного года. В числе причин неудовлетворительной работы киностудии названы отношения с Главным управлением кинопромышленности (ГУК):

Студия не имеет права принять самостоятельно решение ни по одному сколько-нибудь значительному вопросу. В то же время неповоротливость и бюрократизм отдельных звеньев аппарата ГУК постоянно тормозят разрешение оперативных и актуальных вопросов. Это приводит к тому, что руководство студии нередко бывает вынуждено самостоятельно принимать решения в оперативных, не терпящих отлагательства случаях и задним числом проводить их через ГУК.
27 мая 1937 года освобождён от обязанностей директора «Мосфильма», с июня 1937 года — заместитель начальника Театрального управления Всесоюзного комитета по делам искусств при СНК СССР, затем переведён на должность заместителя директора Зооцентра при Управлении цирков Всесоюзного комитета по делам искусств.
22 декабря 1937 года арестован по обвинению в участии в террористической контрреволюционной троцкистской организации на «Мосфильме».
10 марта 1938 года приговорён Военной коллегией Верховного суда по обвинению в участии в контрреволюционной террористической организации и в тот же день расстрелян.
Реабилитирован 21 апреля 1956 года определением Военной коллегии Верховного суда СССР.

## Семья
- Жена — Любовь Васильевна Бабицкая (1905—1982), актриса (в первом браке была замужем за оператором А. Д. Головнёй)[8], после расстрела мужа была отправлена в Карлаг — в Акмолинский лагерь для членов семей изменников Родины[9]; сын Алексей (1936—1985), председатель московской секции игры Го (1981—1984).
- Сын от первого брака — Револьд Борисович Бабицкий (1925—?). Приёмная дочь — Оксана Анатольевна Головня (род. 1926), киновед.
- Брат — Эмануэл Яковлевич (Самуил Янкелевич) Бабицкий (1897—?), выпускник электротехнического факультета Харьковского технологического института, главный электрик комбината «Запорожсталь», в 1936—1954 годах находился в заключении и ссылке[10].